# رئيس طاجيكستان
رئيس طاجيكستان هو أعلى منصب في جمهورية طاجيكستان. الرئيس الحالي هو إمام علي رحمن.

## تاريخ الرئاسة
كان أول رئيس طاجيكستان هو قهار محكموف، الذي شغل منصب الأمين الأول للحزب الشيوعي في طاجيكستان وعين رئيس الجمهورية الطاجيكية الاشتراكية السوفياتية في نوفمبر 1990. Mahkamov كانوا والسكرتير الأول والرئيس لكنه اضطر إلى الاستقالة في أغسطس 1991 بسبب عدم شعبية دعمه للانقلاب آب من عام 1991 في موسكو ومظاهرات في الشوارع مما أدى إلى دوشانبي. من عام 1991 إلى عام 1992 منصب رئيس تغيرت الأيدي عدة مرات بسبب التغيرات السياسية وعدم اليقين في أعقاب تفكك الاتحاد السوفيتي والتي تلت الاضطرابات الاجتماعية والعنف في الحرب الأهلية طاجيكستان. منذ عام 1994، عقد إمام علي رحمانوف منصب الرئاسة. كانت الانتخابات الرئاسية الأخيرة التي عقدت في 2006. الانتخابات الرئاسية في طاجيكستان وباستمرار تعرض لانتقادات من مراقبين دوليين وغير عادل وصالح الحزب الحاكم.

## الدور الدستوري
رئيس جمهورية طاجيكستان هو رئيس الدولة ورئيس الحكومة - وهو أعلى هيئة تنفيذية في البلاد.
يتم انتخاب رئيس جمهورية طاجيكستان بالتصويت الوطني للفترة سبع سنوات ويمكن إعادة انتخابه مرة واحدة فقط. وهو أيضا القائد العام للجيش الوطني.
مكتب الرئيس تتكون من 5 أقسام و 24 مكتبا هو الذراع التنفيذي للرئيس، بما في ذلك، في جملة أمور، وفيما يلي أهمها:
- الإدارة على الحقوق الدستورية للمواطنين
- الشؤون العامة والإعلام والشؤون الثقافية في وزارة
- قسم السياسة الاجتماعية
- الإدارة على السياسة الاقتصادية

بالإضافة إلى الجهاز التنفيذي للرئيس، هناك مجلس الأمن وخمسة مساعدين للرئيس، بما في ذلك مساعد رئيس الجمهورية للشؤون الإقتصادية، مساعد رئيس الجمهورية للشؤون الروابط الخارجية، مساعد رئيس الجمهورية ، مساعد رئيس الجمهورية للشؤون التنمية الإجتماعية والعلاقات العامة ومساعد رئيس الجمهورية للشؤون القانونية.

### الرؤساء
أرقام العمود الأول على التوالي الأفراد الذين خدموا رئيسا للبلاد، بينما العمود الثاني على التوالي أرقام شروط أو الإدارات الرئاسية.
| التسلسل                                                     | فترة الحكم                                 | الاسم          | الصورة               | استلام المنصب        | مغادرة المنصب        | الانتماء السياسي              |
| ----------------------------------------------------------- | ------------------------------------------ | -------------- | -------------------- | -------------------- | -------------------- | ----------------------------- |
| رؤساء جمهورية طاجيكستان                                     |                                            |                |                      |                      |                      |                               |
| 1                                                           | الفترة الأولى                              | قهار محكموف    |                      | 30 تشرين الثاني 1990 | 31 آب 1991           | الحزب الشيوعي الطاجيكي        |
| خلال هذه الفترة، كان قدر الدين أصلانوف قائماً بأعمال الرئيس. |                                            |                |                      |                      |                      |                               |
| 2                                                           | الثانية الفترة الأولى أثناء الحكم السوفيتي | رحمن نبييف     |                      | 23 أيلول 1991        | 6 تشرين الأول 1991   | الحزب الشيوعي الطاجيكي        |
| خلال هذه الفترة، كان أكبرشو إسكندروف قائماً بأعمال الرئيس.   |                                            |                |                      |                      |                      |                               |
| 2                                                           | الثالثة                                    | رحمن نبييف     |                      | 2 كانون الأول 1991   | 7 أيلول 1992         | الحزب الشيوعي الطاجيكي        |
| خلال هذه الفترة، كان أكبرشو إسكندروف قائماً بأعمال الرئيس.   |                                            |                |                      |                      |                      |                               |
| ألغي المنصب                                                 |                                            |                |                      |                      |                      |                               |
| رئيس المجلس الأعلى لجمهورية طاجيكستان                       |                                            |                |                      |                      |                      |                               |
| —                                                           | —                                          | إمام علي رحمان |                      | 20 تشرين الثاني 1992 | 16 تشرين الثاني 1994 | مستقل                         |
| رئيس جمهورية طاجيكستان                                      |                                            |                |                      |                      |                      |                               |
| استرجاع المنصب                                              |                                            |                |                      |                      |                      |                               |
| 3                                                           | الأولى                                     | إمام علي رحمان |                      | 16 تشرين الثاني 1994 | 6 تشرين الثاني 1999  | حزب الشعب الديمقراطي الطاجيكي |
| 3                                                           | الثانية                                    | إمام علي رحمان | 6 تشرين الثاني 1999  | 6 تشرين الثاني 2006  |                      | حزب الشعب الديمقراطي الطاجيكي |
| 3                                                           | الثالثة                                    | إمام علي رحمان | 6 تشرين الثاني 2006  | 16 تشرين الثاني 2013 |                      | حزب الشعب الديمقراطي الطاجيكي |
| 3                                                           | الرابعة                                    | إمام علي رحمان | 16 تشرين الثاني 2013 | في المنصب            |                      | حزب الشعب الديمقراطي الطاجيكي |

## وصلات خارجية
- الموقع الرسمي لرئيس طاجيكستان (بالعربية)